# Isländische Eishockeyliga 2009/10
Die Saison 2009/10 war die 19. Spielzeit der isländischen Eishockeyliga, der höchsten isländischen Eishockeyspielklasse. Meister wurde zum insgesamt 14. Mal in der Vereinsgeschichte Skautafélag Akureyrar.

## Modus
In der Hauptrunde absolvierten die drei Mannschaften jeweils 16 Spiele. Die beiden bestplatzierten Mannschaften qualifizierten sich für das Meisterschaftsfinale. Für einen Sieg nach regulärer Spielzeit erhielt jede Mannschaft drei Punkte, für einen Sieg nach Overtime zwei Punkte. Bei einer Niederlage nach Overtime gab es einen Punkt und bei einer Niederlage nach regulärer Spielzeit null Punkte.

## Hauptrunde

### Tabelle
|    | Klub                         | Sp | S | OTS | OTN | N | Tore  | Punkte |
| -- | ---------------------------- | -- | - | --- | --- | - | ----- | ------ |
| 1. | Skautafélag Akureyrar        | 16 | 8 | 2   | 0   | 6 | 75:59 | 28     |
| 2. | Ísknattleiksfélagið Björninn | 16 | 7 | 0   | 1   | 8 | 63:70 | 22     |
| 3. | Skautafélag Reykjavíkur      | 16 | 7 | 0   | 1   | 8 | 69:78 | 22     |

Sp = Spiele, S = Siege, U = unentschieden, N = Niederlagen, OTS = Overtime-Siege, OTN = Overtime-Niederlage, SOS = Penalty-Siege, SON = Penalty-Niederlage

### Finale
- Skautafélag Akureyrar – Ísknattleiksfélagið Björninn 3:2 (1:4, 7:4, 2:3 n. P., 3:2, 6:2)